# 二色唇柱苣苔
二色唇柱苣苔（学名：Chirita bicolor），为苦苣苔科唇柱苣苔属下的一个植物种。种名 bicolor 意为“二色的”。